# 鉄道神社 (南牧村)
鉄道神社（てつどうじんじゃ）は、長野県南佐久郡南牧村野辺山にある神社である。JR線の最高標高地点（1,375m）となっている小海線（八ヶ岳高原線）の清里 - 野辺山間の第3甲州街道踏切の付近に位置する。
2005年（平成17年）4月26日「JR最高地点を愛する会」によって建立され、JRから提供された車輪とレールが祀られている。

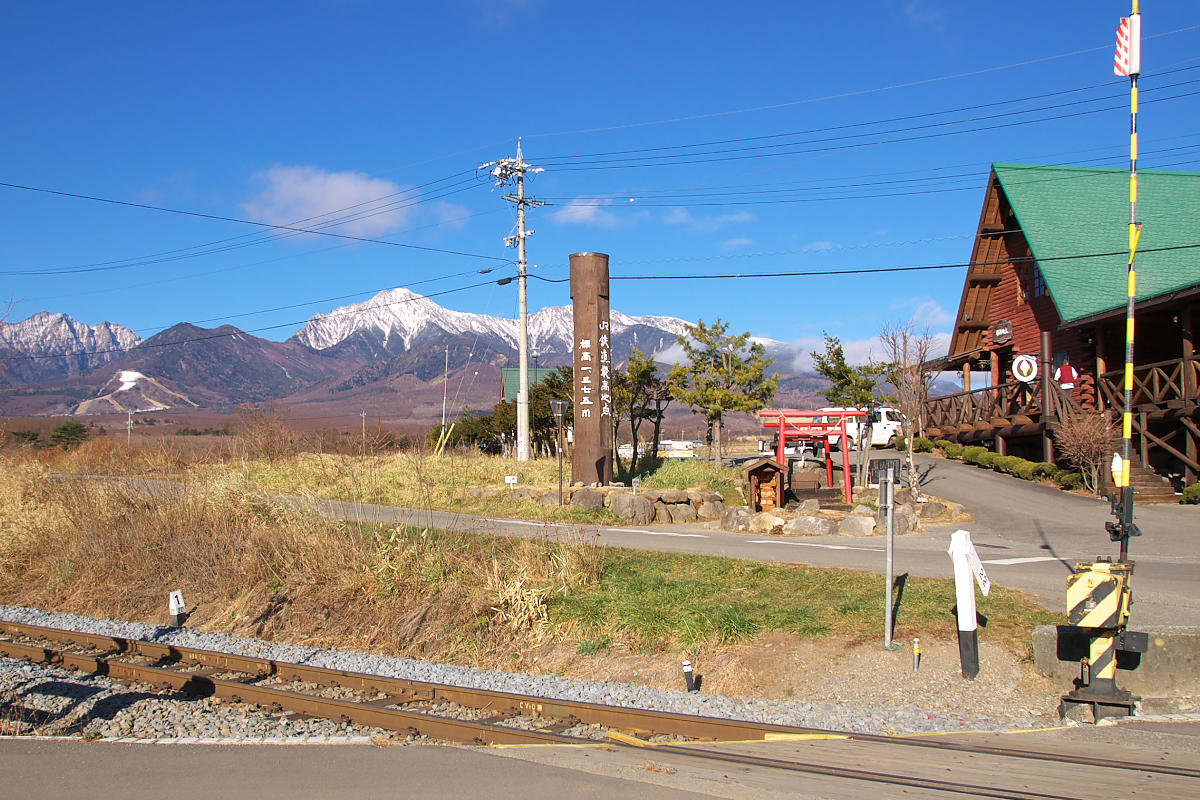
第3甲州街道踏切と鉄道神社。勾配標の位置が最高地点である。
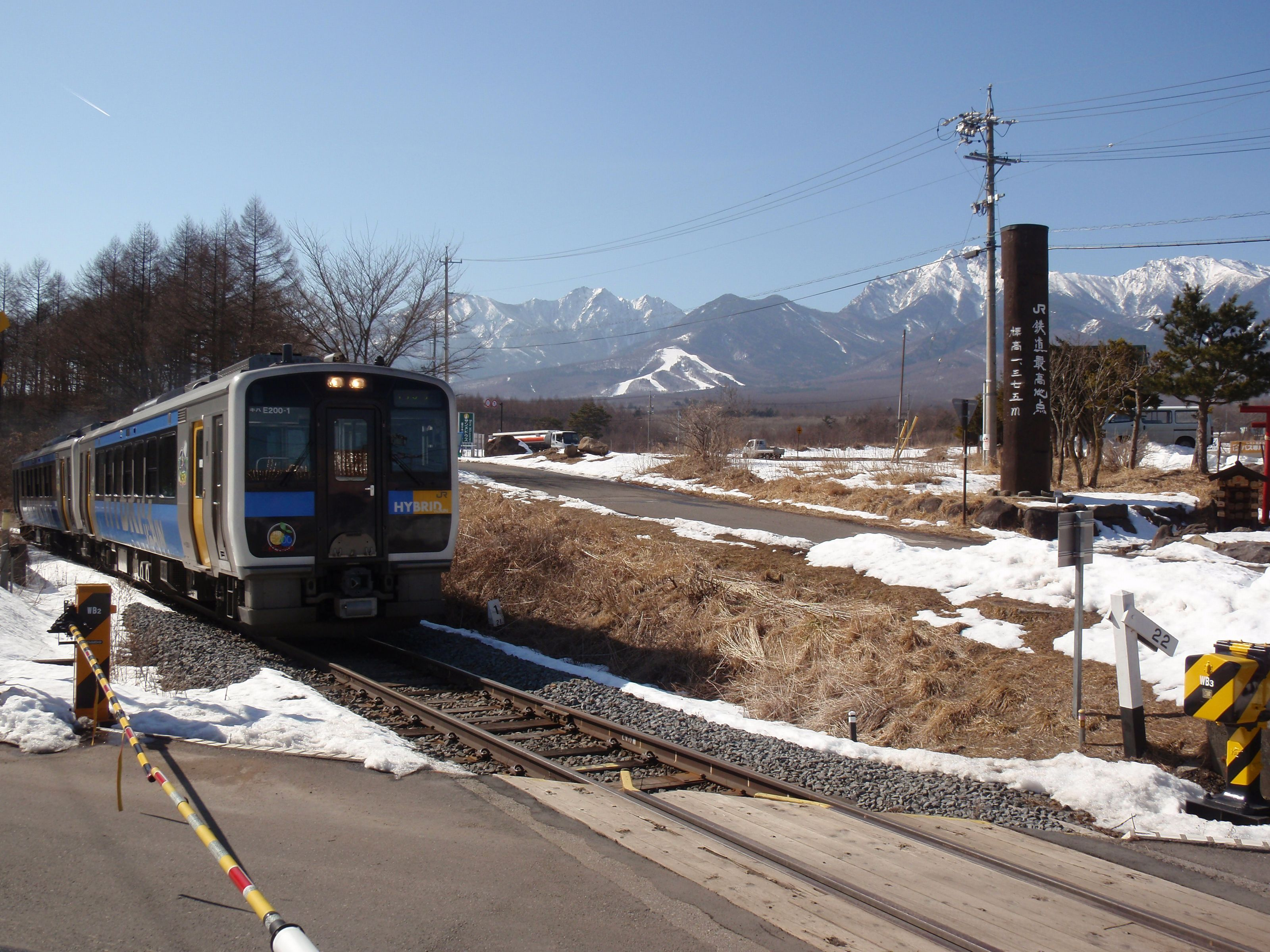
第3甲州街道踏切に差し掛かる列車。右に鉄道神社の鳥居が見える。